# Западная Украина
За́падная Украи́на (укр. Західна Україна) — неофициальный термин, которым в различные периоды истории обозначали определённую совокупность украинских этнических территорий. В современном употреблении в понятие «Западная Украина» включают территории восьми областей Украины — Львовской, Ивано-Франковской, Тернопольской, Волынской, Ровненской, Черновицкой, Хмельницкой и Закарпатской.

## Терминология

### Исторические модификации термина
После присоединения части украинских территорий к Русскому царству во второй половине XVII века Западной Украиной называли те украинские территории к западу от Днепра, которые остались в составе Польского королевства (Галиция, Волынь, Подолье).
После разделов Речи Посполитой между Россией, Пруссией и Австрией в XVIII веке Западной Украиной начинают в основном называть украинские земли, оказавшиеся в составе Австрийской империи, то есть Галицию, Буковину и Закарпатье.
С 1918 года Западной Украиной неформально именовали Западно-Украинскую Народную Республику, а позднее, до 1939 года, — украинские земли, оккупированные Польшей.
После того, как по Рижскому мирному договору 1921 года, заключённому между РСФСР, УССР и Польской республикой, западная часть Украины отошла к Польше, наименование «Западная Украина» закрепилось именно за этой территорией. С 1921 года по 1939 годы это наименование соответствовало территориям, которые в Польше официально именовались Восточными областями (пол. Kresy wschodnie), — Галиция («Восточная Малопольша»), часть Западного Подолья, Западная Волынь, Холмщина, Подляшье и Западное Полесье. Этнические украинские земли оказались разделены между воеводствами: Станиславским, Тарнопольским, Волынским, Львовским, Полесским, Люблинским и Белостокским, причём в состав четырёх последних были включены и этнические польские территории. Как отмечает историк Ярослав Верменич, такую «чересполосицу» польские власти создали специально, по политическим соображениям: польское правительство категорически отвергало стремление украинского населения иметь (по крайней мере, в Галиции) этнически обособленные административные единицы. Одновременно польские власти стремились сохранить определённое отчуждение, которое имело место между украинским населением Галиции, в большинстве своём исповедовавшим греко-католицизм, и православным населением Волыни и Полесья.
В широком смысле, «Западной Украиной» в период между Первой и Второй мировой войной называли все этнические украинские земли, находившиеся за пределами СССР, в составе Польши, Румынии (Северная Буковина) и Чехословакии (Подкарпатская Русь). После включения западноукраинских земель в состав УССР название «Западная Украина» закрепилось за областями, образовавшимися на протяжении 1939—1946 годов (за исключением Измаильской области).

### Современное употребление термина
Что касается современной Украины, то, как отмечается в «Энциклопедии истории Украины» (2005), термин «Западная Украина» употребляется в двух значениях. В основном так называют только три галицкие области — Львовскую, Тернопольскую и Ивано-Франковскую. Но довольно часто в понятие «Западная Украина» включают территории восьми областей — кроме трёх галицких, также ещё Волынской, Ровненской, Черновицкой, Хмельницкой и Закарпатской.
В изданной в советское время «Географической энциклопедии Украины» (1990) в понятие «Западная Украина» включали территорию нынешних пяти областей — Львовской, Тернопольской, Ивано-Франковской, Волынской и Ровненской.
Крайне редко к Западной Украине относят Винницкую и Житомирскую области, которые чаще всего относят к Центральной и Северной Украине. В отдельных случаях к Центральной и Северной Украине относят и Хмельницкую, Ровненскую и Волынскую области в связи с тем, что территории этих областей не входили в состав Австро-Венгрии и Западно-Украинской Народной Республики, а территория Хмельницкой области в 1921—1939 годы уже и вовсе входила в состав Украинской ССР.

## Население
|                                                                   |  |                                                                          |  |                                                   |  |                                                   |  |
| Суммарный коэффициент рождаемости в регионах Украины в 2000 году. |  | Естественное движение городского населения областей Украины в 2009 году. |  | Динамика численности населения в 1989—2001 годах. |  | Динамика численности населения в 2002—2006 годах. |  |

Для западноукраинского макрорегиона в целом характерны более высокая рождаемость, бо́льшая ожидаемая продолжительность жизни при рождении, а также куда более плавное сокращение численности населения (местами даже с её увеличением) по сравнению с другими макрорегионами Украины. В 2012 году Волынская, Ровненская и Закарпатская области были единственными областями страны, где рождаемость превышала смертность.

### Численность населения
Динамика численности населения западноукраинских областей (тыс. человек):
| Область           | 1959 | 1970   | 1979   | 1989   | 2001   | 2010   | 2021   |
| ----------------- | ---- | ------ | ------ | ------ | ------ | ------ | ------ |
| Львовская         | 2107 | ▲2428  | ▲2583  | ▲2747  | ▼2626  | ▼2549  | ▼2497  |
| Ивано-Франковская | 1094 | ▲1249  | ▲1331  | ▲1423  | ▼1409  | ▼1380  | ▼1361  |
| Закарпатская      | 920  | ▲1056  | ▲1154  | ▲1252  | ▲1258  | ▼1244  | ▲1250  |
| Хмельницкая       | 1608 | ▲1615  | ▼1558  | ▼1527  | ▼1430  | ▼1333  | ▼1243  |
| Ровненская        | 926  | ▲1047  | ▲1120  | ▲1169  | ▲1173  | ▼1151  | ▼1148  |
| Тернопольская     | 1085 | ▲1152  | ▲1163  | ▲1168  | ▼1142  | ▼1088  | ▼1030  |
| Волынская         | 890  | ▲974   | ▲1015  | ▲1061  | ▼1060  | ▼1036  | ▼1027  |
| Черновицкая       | 774  | ▲844   | ▲889   | ▲938   | ▼922   | ▼904   | ▼896   |
| Всего             | 9404 | ▲10365 | ▲10813 | ▲11285 | ▼11020 | ▼10685 | ▼10452 |

### Этноязыковой состав
| |  |                                                                                |  |                                                                         |  |                                                    |  |
| Самый распространённый родной язык в городских, поселковых и сельских советах Украины по данным переписи 2001 года. |  | Украинский язык в районах, городах и горсоветах Украины по переписи 2001 года. |  | Украинцы в районах, городах и горсоветах Украины по переписи 2001 года. |  | Украинцы в регионах Украины по переписи 2001 года. |  |

В послевоенное время Западная Украина, как и Украина в целом, подвергалась русификации, однако ситуация отличалась в зависимости от региона. Так, в Закарпатской, Львовской, Черновицкой и Тернопольской областях доля украиноязычных в населении между 1959 и 1989 годами постоянно возрастала, тогда как в Ивано-Франковской, Волынской, Ровненской и Хмельницкой она возрастала поначалу, но начала медленно сокращаться в последние 10—20 лет существования СССР. Доля этнических украинцев в населении при этом либо увеличивалась в одних областях, либо почти не изменялась в других.
По данным переписи 2001 года, шесть областей Западной Украины — Тернопольская, Ивано-Франковская, Волынская, Ровненская, Львовская и Хмельницкая — являлись самыми однородными в этническом и языковом плане в Украине. Так, украинцами себя назвали от 93,9 % населения в Хмельницкой области до 97,8 % в Тернопольской, а украинский язык своим родным — от 95,2 % в Хмельницкой до 98,3 % в Тернопольской. В то же время, в Закарпатской и Черновицкой областях существовали значительные венгерское и румынское (молдавское) национальные меньшинства, соответственно. Этноязыковой состав населения существенно отличался в зависимости от административной единицы в составе областей: как правило, более чем на 90 % украиноязычными являлись районы, граничащие с другими западноукраинскими областями, в то время как в приграничных районах велика была доля венгероязычных или румыноязычных. Также на Западной Украине наблюдалось самое резкое сокращение доли русских и считающих русский язык родным в населении по сравнению с переписью 1989 года. Во Львовской и Ивано-Франковской областях численность русских в междупереписный период сократилась более чем в два раза.
Мнение респондентов из западных областей Украины о том, какой должна быть государственная языковая политика Украины, по данным опроса 2018 года:
| Область           | Украинский язык — единственный государственный | Украинский язык — единственный государственный. Русский — второй официальный в некоторых регионах | Русский язык — второй государственный | Затруднились с ответом |
| ----------------- | ---------------------------------------------- | ------------------------------------------------------------------------------------------------- | ------------------------------------- | ---------------------- |
| Тернопольская     | 95 %                                           | 2 %                                                                                               | —                                     | 3 %                    |
| Ивано-Франковская | 94 %                                           | 4 %                                                                                               | 1 %                                   | 1 %                    |
| Львовская         | 90 %                                           | 7 %                                                                                               | 1 %                                   | 2 %                    |
| Ровненская        | 87 %                                           | 8 %                                                                                               | 3 %                                   | 2 %                    |
| Волынская         | 85 %                                           | 10 %                                                                                              | 3 %                                   | 2 %                    |
| Хмельницкая       | 85 %                                           | 8 %                                                                                               | 3 %                                   | 4 %                    |
| Закарпатская      | 82 %                                           | 10 %                                                                                              | —                                     | 8 %                    |
| Черновицкая       | 71 %                                           | 19 %                                                                                              | 2 %                                   | 7 %                    |

По данным опроса, проведённого Социологической группой «Рейтинг» 19 марта 2022 года, 91 % респондентов из Западной Украины считали, что украинский должен быть единственным государственным языком Украины. Предоставление русскому языку официального статуса в отдельных регионах с сохранением статуса украинского как единственного государственного поддерживали 5 %, предоставление русскому статуса второго государственного — 1 %. Украинский язык родным считали 95 %, тогда как русский — 3 %. Исключительно на украинском дома разговаривали 87 %, на украинском и русском — 9 %. 53 % респондентов из Западной Украины считали, что нет никаких проблем между украиноязычными и русскоязычными гражданами Украины. 21 % считали, что языковая проблема существует, но не является важной. 23 % считали, что языковая проблема является серьёзной и угрожает внутренней безопасности и миру в Украине. 
По данным исследования Центра контент-анализа, проведённого в период с 15 августа по 15 сентября 2024 года, темой которого стало соотношение украинского и русского языков в украинском сегменте Интернета, украинский язык абсолютно преобладает среди пользователей соцсетей в Ивано-Франковской (96,2 %), Тернопольской (94,6 %), Львовской (93,9 %), Ровненской (93,0 %), Волынской (89,5 %), Хмельницкой (88,8 %), Закарпатской (86,8 %) и Черновицкой (86,1 %) областях.

## Наиболее значительные города
- Львов — административный центр Львовской области, традиционно считается экономическим, культурным и политическим центром Западной Украины, один из главных городов Украины, важнейший научно-образовательный, промышленный, туристический, деловой город Западного региона. Единственный город на западе Украины с населением более полмиллиона человек.
- Черновцы — административный центр Черновицкой области, главный промышленный, торговый, научно-образовательный и культурный город Буковины, важнейший научно-образовательный, туристический и культурный центр Западной Украины.
- Тернополь — административный центр Тернопольской области, научно-образовательный, промышленный, туристический, религиозный и культурный центр Галичины, Южной Волыни и Подолья.
- Хмельницкий — административный центр Хмельницкой области, промышленный, торговый и культурный центр Подолья и Южной Волыни.
- Ивано-Франковск — административный центр Ивано-Франковской области, значительный промышленный и культурный центр Прикарпатья.
- Ужгород — административный центр Закарпатской области, главный промышленный, культурный и туристический центр региона.
- Ровно — административный центр Ровненской области, промышленный и культурный центр Западного Полесья и Волыни.
- Луцк — административный центр Волынской области, историко-культурный, научно-образовательный и главный туристический центр Северо-Западного края Украины.
- Каменец-Подольский — город в Хмельницкой области, бывший административный центр области, промышленный, историко-культурный и туристический центр Подолья.
- Калуш — второй по численности населения город Ивано-Франковской области.
- Коломыя — город в Ивано-Франковской области, туристический и культурный центр Покутья и Прикарпатья.
- Дрогобыч — город во Львовской области, второй по потенциалу промышленный город в её составе.
- Ковель — город в Волынской области, культурный и промышленный центр, важный железнодорожный узел.
- Мукачево — город в Закарпатской области, один из двух центров Ужгородской агломерации.
- Дубно — город в Ровненской области, второй по значению промышленный и культурный центр области.
- Берегово — город в Закарпатской области, центр венгерской культуры на Украине.
- Стрый — один из промышленных центров Львовской области, важный железнодорожный узел.